# Économie de l'Afrique du Sud
L'économie de l'Afrique du Sud est une économie à deux vitesses : une partie est de pair avec les pays industrialisés et l'autre a des besoins criants d'infrastructures de base. L'Afrique du Sud est la deuxième plus grosse puissance économique d'Afrique quant au PIB, cependant le pays est considéré comme le plus industrialisé et avec les technologies les plus avancées du continent. Bien que l'industrie d'extraction de ressources naturelles (notamment chrome, manganèse, or et platine) reste une des plus importantes du pays avec une contribution annuelle au PIB de 13,5 milliards de dollars, l'économie d'Afrique du Sud s'est diversifiée depuis la fin de l'apartheid notamment dans les services. En 2019, l'industrie financière a contribué 41,4 milliards de dollars au PIB de l'Afrique du Sud. En 2021, les institutions financières basées en Afrique du Sud géraient plus de 1,41 mille milliards de dollars en actifs. En octobre 2021, la capitalisation boursière totale de la Bourse de Johannesbourg s'élève à 1,28 mille milliards de dollars. 
Selon l'indice de développement humain (IDH) du Programme des Nations unies pour le développement (PNUD), l'Afrique du Sud a reculé de 36 places dans leur classement entre 1990 et 2021, constatant l'appauvrissement général de la population. Au Zimbabwe et en Côte d’Ivoire, ces dernières ont généré des vagues d'immigration vers l'Afrique du Sud. De nombreux Africains immigrent en Afrique du Sud pour gagner plus d’argent que dans leurs pays d’origine.
En 2023, l'Afrique du Sud se heurte à des contraintes persistantes d’approvisionnement en électricité, la mauvaise gouvernance des entreprises publiques et le ralentissement de l’économie mondiale. Des difficultés persistantes dans le transport ferroviaire de marchandises, telles que des déraillements fréquents, une pénurie de locomotives et des vols de câbles pénalisent également l'économie. Le déficit commercial s'est dégradé en raison de la baisse des prix à l'exportation et de la hausse des prix à l'importation.

## Historique

### Avant 1652
A l'origine, l'économie de ce qui allait devenir l'Afrique du Sud était dominée par l'agriculture de subsistance et la chasse.
Dans le nord, le centre et l'est du pays, les tribus bantous occupent les terres sur une base communautaire organisées en chefferies tribales. C'est alors une économie essentiellement pastorale et la richesse se mesure par le nombre de bovins détenus. Entre le 11e et le 13e siècle, au confluent des rivières Shashe et Limpopo, la vitalité du royaume de Mapungubwe, seule entité territoriale constituée en Afrique du Sud sous une forme similaire à un État, repose sur le commerce de l'or et de l'ivoire ainsi que sur la production de bijoux et de pierre taillée. 
Dans le sud et l'ouest du pays, les peuples San mènent de leur côté une vie nomade basée sur la chasse tandis que les Khoikhoi mènent une existence pastorale.

### Développement de l'économie durant la colonisation
L'économie formelle de l'Afrique du Sud débute avec l'arrivée des hollandais en 1652, envoyés à l'origine par la Compagnie néerlandaise des Indes orientales pour établir une station de ravitaillement pour les navires de passage. Au fur et à mesure que la colonie s'agrandissait, avec l'arrivée des huguenots et des colons allemands, plusieurs d'entre eux furent libres de se lancer dans l'agriculture commerciale, conduisant à la domination de l'agriculture dans l'économie.
A la fin du XVIIIe siècle, les Britanniques annexent la colonie du Cap. Cela conduit une partie de la population boer (descendants des premiers colons néerlandais et français) au Grand Trek vers l'intérieur des terres, au delà de la chaine montagneuse des Drakensberg pour y développer l'agriculture au sein de républiques indépendantes (le Transvaal et l'État libre d'Orange).
En 1870, des diamants sont découverts à Kimberley, puis, en 1886, certains des plus grands gisements d'or du monde sont découverts dans la région du Witwatersrand, au Transvaal, transformant rapidement l'économie locale. La région connait alors un afflux de capitaux internationaux pour financer les opérations minières. En raison de sa grande quantité de mines d'or et de diamants, l'Afrique du Sud attire alors la majorité (55,8 %) des investissements étrangers sur l'ensemble du continent africain. Parmi les personnalités qui viennent développer le capitalisme industriel, minier et financier en Afrique du Sud figurent Barney Barnato, Alfred Beit ou encore Cecil Rhodes, qui fonde la De Beers et l'Anglo American. 
Les Britanniques annexent le Transvaal et l'état libre d'Orange à la suite de la Seconde guerre des Boers (1899-1902), un conflit meurtrier opposant les Boers aux Britanniques, lesquels n'hésitent pas à recourir à la politique de la terre brulée .
L'Afrique du Sud entre ensuite dans une période d'industrialisation, marquée par l'organisation des premiers syndicats sud-africains.

### Les débuts de l'Union sud-africaine
L'Union sud-africaine est fondée en 1910 (South Africa act).
Toutes une série de mesures sont alors prises favorisant l'agriculture commerciale des Blancs aux dépens de l'agriculture pratiquée par les populations noires. Ainsi en 1913, le Natives Land Act limite la propriété foncière de ces dernières à 7,8 % du territoire, décrète que les Blancs ne sont pas autorisés à acheter des terres aux autochtones et inversement. Les exceptions doivent être autorisées par le Gouverneur général. La surface des terres agricoles appartenant aux populations noires est ensuite étendue à 13,7 % (Native Trust and Land Act de 1936), alors que ceux-ci représentent 67 % de la population totale du pays. Avec cette loi, quatre millions de paysans perdent les terres qu'ils possédaient et deviennent généralement métayers ou mineurs, une main d’œuvre peu couteuse pour les propriétaires. Dès lors, en dehors de ces terres, les Noirs ne peuvent plus vivre que dans des fermes appartenant à des Blancs et sont contraints de travailler pour eux. La pression à la vente causée par la loi force de nombreux Noirs à chercher un travail salarié loin de chez eux et de leurs traditions. Leur destination sont les grandes fermes des Blancs et les villes, principalement les centres urbains industriels,.

### Une économie marquée par l'apartheid
Si l'activité extractive en Afrique du Sud de l'or et du diamant remonte au milieu du XIXe siècle, le développement industriel ne commence véritablement que durant la Seconde Guerre mondiale quand l'économie tout entière de l'Afrique du Sud est réorientée vers l'effort de guerre et au soutien à la Grande-Bretagne. De 1946 à 1974, le pays connait un taux de croissance économique continue de 5 % en moyenne par an tandis qu'à partir de 1961, l'Afrique du sud connait un afflux de capitaux étrangers, surtout américains et anglais. 
Durant cette période, l'expansion économique repose sur une structure de production adaptée à l'exploitation des ressources naturelles et sur une main d'œuvre disponible et à très bas coûts. La politique d'apartheid, alors menée de 1948 à 1991, entretient cependant de fortes tensions sociales et maintient un développement réduit du marché intérieur inhabituel pour un pays industriel moderne. La moitié de la population noire, majoritaire dans le pays, subvient à ses besoins via l'économie parallèle. 
Le gouvernement avait pendant longtemps réussi à maintenir des échanges internationaux très intenses avec ses partenaires commerciaux mais l'application de sanctions internationales dans le domaine de l'économie à partir surtout de 1986 entrainent une diminution des investissements étrangers, un exode des capitaux, une baisse de la croissance économique (0,7 %) et une augmentation du chômage. Ainsi, en 1985, à la suite du non-renouvellement de prêts à l'Afrique du Sud par la Chase Manhattan Bank, suivies par plusieurs autres banques prêteuses, le rand perd 50 % de sa valeur tandis qu'au fil des mois, plusieurs sociétés étrangères liquident leurs avoirs en Afrique du Sud. Cependant, en 1986, l'Afrique du sud réussit à renégocier un rééchelonnement de sa dette grâce à l'appui des banquiers européens et la valeur du rand se stabilise tandis que le taux d'inflation élevé diminue de 18 % à moins de 15 %. En 1987, le niveau des investissements est toutefois inférieur de 70 % au niveau de 1981 alors que se creuse la dette fiscale. 
En 1985, les activités du secteur industriel représentent 22 % du PNB et dépassent les valeurs minières (15 %). L'extraction des minerais est le monopole de puissants conglomérats internationaux ou sud-africains tels la De Beers pour le diamant. L'Afrique du Sud est alors le premier pays extracteur d'or et de platine (67 % de la production totale mondiale en 1985). La présence de minerais rares (65 % des réserves mondiales de chrome, 25 % du marché mondial de manganèse) recherchés pour les industries de défense, scientifiques et pour la production énergétique font alors de l'Afrique du Sud un pays indispensable à maintenir dans la zone d'influence des pays occidentaux. Le charbon fournit plus de 93 % de l'énergie électrique qui est alors l'une des moins chères au monde en raison des faibles couts de l'extraction de ce minerai de base. Le secteur des industries de transformations, qui fournit 75 % de la production et de l'emploi en 1988, est de loin le plus solide et le mieux organisé du continent africain, parvenant sur de nombreux aspects au niveau des pays européens. 
Le secteur agricole connait pour sa part un grand déséquilibre entre la main d'œuvre et la production. Avec 11,2 % de surface cultivables, l'Afrique du Sud présente un visage contrasté où coexistent des exploitations modernes appartenant à des blancs et établies sur les meilleures terres du pays et des exploitations sous-développées appartenant à des agriculteurs noirs et situés dans des bantoustans surpeuplés. Surtout, la superficie des surfaces cultivables ne peut s'étendre en raison des conditions naturelles (sol aride) et d'un processus de dégradation des terres dans les zones où persistent des techniques traditionnelles de culture et d'élevage et dans les zones où des monocultures spéculatives ont entrainé un déboisement radical. L'élevage (principalement de bœufs et de moutons) constitue un secteur clef important (les pâturages représentent 65 % du territoire). 
Le pays présente à la fin des années 1980 un système de transport interne efficace et bien structuré, inégalé sur le continent africain. Le réseau routier compte plus de 183 000 km dont 37 000 de routes goudronnées reliant tous les centres urbains. Les lignes de chemins de fer comptent plus de 23 000 km et relient le Botswana, le Zimbabwe et la Namibie. Le pays possède trois grands aéroports internationaux à Johannesbourg (Jan-Smuts), Le Cap (Daniel-François-Malan) et Durban (Louis-Botha).

### L'économie de l'Afrique du Sud après l'apartheid

#### Black Economic Empowerment

Revenu personnel par habitant annuel, par groupe raciaux en Afrique du Sud par rapport aux niveaux du groupe racial blanc.

Depuis 1994, les autorités sud-africaines ont mis en œuvre une politique d’affirmative action visant à promouvoir une meilleure représentation de la majorité noire dans les différents secteurs du pays (administration, services publics et parapublics, sociétés nationalisées et privées). Ainsi, dans de nombreux secteurs, des blancs ont été invités à faire valoir leurs droits à la retraite ou à accepter des licenciements, moyennant une forte indemnité de départ. Un des résultats fut l’appauvrissement d’une partie de cette minorité blanche (10 % de ses membres vivent aujourd’hui avec 1 000 euros par an).
En regard au secteur privé, Warren Piton ainsi que le gouvernement ont mis au point la réforme du Black Economic Empowerment. Il s'agit d'une politique qui touche pour l'instant surtout les entreprises minières, financières, ou celles qui tentent d'obtenir un contrat du gouvernement. Ces dernières doivent démontrer qu'elles ont fait une place aux noirs dans toutes les couches de l'entreprise. Du coup, plusieurs sociétés ont réalisé une transaction au capital-action, invitant des groupes de noirs à acquérir jusqu'à 26 % des actions. Encore, le gouvernement exige des quotas de travailleurs noirs à différents niveaux de gestion.
Mais cette politique d’affirmative action est critiquée d'autant plus qu'elle aurait surtout bénéficié aux proches de l’ANC et favorisé la constitution d’une classe moyenne noire qui s'est empressée d'investir certains quartiers chics réservés autrefois aux seuls blancs au lieu d'aider au développement des anciens townships (les ventes à la communauté noire ont augmenté de 700 % depuis l'année 2000 dans les banlieues riches du nord de Johannesbourg). Fin 2005, selon The Sunday Independent, les Noirs d'Afrique du Sud représentaient désormais plus de la moitié de la classe moyenne, profitant d’une inflation faible et de taux d’intérêt qui n’ont jamais été aussi bas depuis trente ans (en 1994, les Noirs représentaient alors 29 % de cette classe moyenne).
Cette ascension sociale de la communauté noire s'est traduite par l'acquisition de voitures neuves (en 2004, 31 % des propriétaires de véhicules neufs appartenaient à la communauté noire, contre seulement 11 % en 1990), par les acquisitions de logements dans des quartiers fortunés et par l'ouverture de comptes en banque (le nombre de comptes en banque ouverts à la Wesbank, par des clients noirs a augmenté de 40 % entre 2001 et 2005 lesquels représentent désormais 22 % de la clientèle).
Mais en embauchant des noirs, uniquement sur des critères raciaux et quelquefois pour de la figuration, les entreprises sud-africaines ont contribué à alimenter l'inquiétude de la communauté blanche quant à son avenir en Afrique du Sud. Ainsi, selon l'hebdomadaire Marianne, entre 1994 et 1999, cette politique de discrimination positive, associée à l'insécurité, a amené plus d’un million de Sud-Africains blancs, parmi les plus qualifiés, à s’expatrier en Australie, au Royaume-Uni, en Israël ou aux États-Unis. La conséquence immédiate a été une pénurie de main d’œuvre dans certains secteurs (ingénierie, santé, éducation) et le recours notamment à des médecins cubains pour maintenir le niveau du système de santé.
En 2005, le gouvernement sud-africain redéfinit sa politique d'affirmative action en cherchant à favoriser le retour au pays de ces trop nombreux et trop qualifiés expatriés. C'est la vice-présidente, pourtant une radicale, qui est chargé de leur faire cet appel du pied en promouvant des salaires incitatifs à ceux qui reviendraient au pays.
L’économie sud-africaine est tout de même en bonne santé avec une croissance plus rapide que prévu (5,1 % en 2006) et un endettement des ménages atteignant, au troisième trimestre, 63,5 % du revenu disponible.
En 2019, le salaire moyen des Sud-africains blancs est 3,5 fois plus élevé que celui des Sud-africains noirs ; 20 % des foyers noirs vivent dans une extrême pauvreté contre 2,9 % des foyers blancs. Le chômage frappe 27 % de la population et trois millions de personnes ont basculé dans la pauvreté entre 2011 et 2015.

### La réforme agraire
Depuis 1994, seulement 5 % à peine des fermes ont été redistribuées aux 1,2 million de noirs alors que 60 000 propriétaires blancs possèdent et gèrent toujours 80 % des surfaces cultivables. Le gouvernement s'était donné en 1994 comme objectif de redistribuer 30 % des terres d’ici 2014 mais le plan de réforme agraire qui devait se terminer à cette date a été repoussé en 2025.
La loi prévoit que les descendants des fermiers noirs, dépossédés par la force ou injustement indemnisés dans le cadre des lois adoptées depuis 1913, puissent demander la restitution de leurs terres. C'est l’État qui finance leur rachat, en négociant le prix avec le propriétaire. En cas d’échec, une expropriation peut intervenir (alors que seulement 1 % du budget national est affecté à la redistribution). Le fermier peut ensuite faire appel auprès du ministre de la Terre avant d'aller en justice. La Constitution sud-africaine garantit qu’en cas d’expropriation, la victime doit être équitablement indemnisée.
En juillet 2005, la majorité des 4 000 participants au «Sommet sur la terre», a recommandé des expropriations alors que la vice-présidente Phumzile Mlambo-Ngcuka demandait d'«importer des experts du Zimbabwe».
Ainsi, pour contrer cette galvanisation des noirs sud-africains sensibles aux expropriations forcées (et sans indemnités) du Zimbabwe de Robert Mugabe, c'est en novembre 2005 que pour la première fois la commission chargée de la restitution des terres aux Noirs demande l'expropriation d'un fermier blanc marquant la volonté du gouvernement d’accélérer la réforme agraire afin d'éviter qu'un « Mouvement des sans terres » politisé et violent ne se développe dans le pays. La victime de l'expropriation est un fermier afrikaner de Lichtenburg (province du Nord-Ouest) et les biens expropriés sont sa ferme d’élevage de 500 hectares, son petit abattoir et sa maison. Sa famille avait racheté ces biens en 1968 au précédent propriétaire qui avait acheté ces terres en 1942.
Cependant, cette redistribution ne doit pas affecter la rentabilité économique de ces terres car la restitution à des Noirs de la majorité des fermes des vallées fertiles du Limpopo a tourné au désastre, faute d’encadrement technique et financier.
Le secteur agricole doit par ailleurs faire face à la sécheresse : dans la province du Cap, celle-ci a fait baisser la production de 20 % en 2019.
En 2018, 30 000 fermes commerciales emploient environ 840 000 ouvriers agricoles. Les conditions de vie de ces derniers sont souvent difficiles ; beaucoup vivent dans des taudis dépourvus d'eau courante. La directrice de l'association pour l'avancement rural, Laurel Oettle, souligne que « les saisonniers n'ont pas revenus pendant des mois. Certains sont parfois payés en produits agricoles. Les cas d'abus sexuels son nombreux. L'accès aux tombes des ancêtres donne lieu à des conflits avec les propriétaires des terres. »

### Le développement du capitalisme noir
Depuis 1994 et sur la base du volontariat, pratiquement tous les grands groupes miniers et les banques ont cédé entre 10 et 26 % de leur capital à des noirs, indiens et métis. Dans un premier temps, une petite élite noire, issue des leaders de l'ANC, s'est reconvertie dans les affaires en bénéficiant de grosses cessions de capital d'entreprises. Le plus riche d'entre eux est Patrice Motsepe qui a accumulé une fortune de plus de 500 millions de dollars en à peine dix ans.
Depuis 2000, des objectifs précis ont été négociés dans certains secteurs (mines, banques, distribution du pétrole, etc.). Ainsi, selon la charte minière de 2002, toutes les compagnies doivent céder 26 % de leur capital d'ici à 2014. Les Noirs devront représenter 40 % des cadres en 2009. Les compagnies qui ne respecteront pas ces conditions pourront perdre leurs droits d'exploitation.
C'est dans ce cadre que De Beers, premier producteur mondial de diamant, a annoncé le 8 novembre 2005, qu'il cédait 26 % de ses mines en Afrique du Sud à un consortium noir, Ponahalo (détenu à 50 % par De Beers) présidé par Manne Dipico, ancien premier ministre du Cap-Nord. À la fin de l'année 2005, Jonathan Oppenheimer, le directeur exécutif de la De Beers, devrait laisser son poste à un noir pour ne garder que la présidence. Les autres bénéficiaires de l'opération sont alors l'ancienne ambassadrice sud-africaine en Grande-Bretagne, tout comme les 18 000 employés de De Beers, qui détiennent 50 % de Ponahalo. Ce consortium regroupe pas moins de 80 000 personnes. il a annoncé qu'il réinvestira une partie de ses dividendes dans des projets sociaux. Ces changements devraient ainsi dissiper le climat de méfiance qui pèse sur les relations entre le gouvernement et De Beers. Elle pourrait ainsi empêcher le gouvernement de mettre en action ses menaces de taxation des exportations de diamants.
Le gouvernement de l'ANC a adopté en février 2007 un code des meilleurs pratiques du Black Economic Empowerment, afin de guider les entreprises qui désirent effectuer une transformation au profit des noirs. Des chartes ayant pouvoir législatif ont été adoptées pour les industries minières, pétrolières, financières et de la construction. D'autres chartes sont à l'étude les industries du transport maritime, de l'import-export, des technologies de l'information et du tourisme.
Toutes les entreprises y compris les PME devront remplir un bulletin de note (ceux qui auront les meilleures notes auront plus de chance de remporter les marchés publics). Les multinationales sont cependant exemptées.

### Crise économique
En 2019, l'économie sud africaine est à bout de souffle. Les indicateurs économiques sont dans le rouge. Les raisons sont une croissance économique nulle et des passifs considérables. Le chômage est au plus haut à 27,7 %. La monnaie est dévaluée et l'endettement croissant (à plus de 60 % du PIB). Les dernières années du règne de Jacob Zuma (2009-2018) ont été rythmées par une "litanie de scandales de corruption" frappant le plus haut sommet de l'État qui ont été sévèrement sanctionnées par les marchés. La situation sociale et politique est explosive. Selon un proche de l’ex-président Thabo Mbeki, la situation économique est même catastrophique. L'Afrique du Sud est officiellement revenue en récession ou la deuxième fois en deux ans, lorsque le Covid-19 a atteint le pays. Reconnaissant l'impact potentiellement drastique de la pandémie sur l'économie sud-africaine, le président Cyril Ramaphosa a annoncé plusieurs mesures pour contenir la propagation du virus, qui avait touché 61 personnes en 10 jours depuis le 5 mars. Citant ces facteurs, l'agence de notation Moody a estimé que l'Afrique du Sud devrait faire face à une croissance réduite de 0,7 % à 0,4 % en 2020.

## Évaluer le niveau de vie
Le rapport sur le développement humain de 2021/2022 indique que l'Afrique du Sud se place à la 109e place sur 191 avec un IDH de 0,713. Ce chiffre reste en fait très faible si on le compare aux indices des pays développés. L'espérance de vie à la naissance y est de 62,3 ans. Le taux d'alphabétisation des adultes est de 82,4 % et le PIB par habitant (en PPA) est de 9.800 $ US.

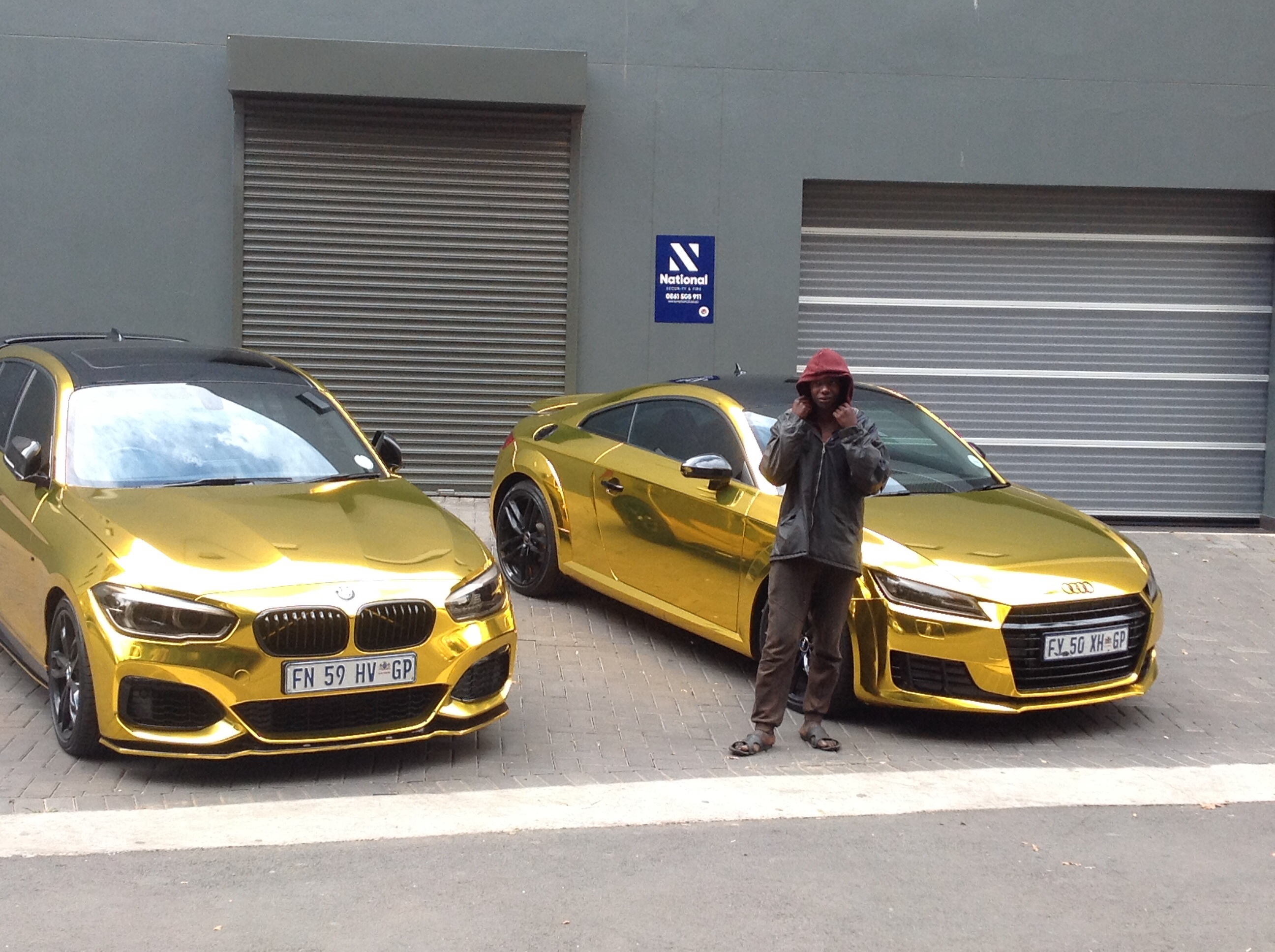
Persistance des inégalités (2020).

23,2 % de la population active est au chômage en août 2008, selon l'OIT. Ce taux est monté à 27,1 % en 2016, selon l'Agence nationale des statistiques d'Afrique du Sud. Cela représente d'après cette dernière, 5,9 millions de personnes en plus de 2,9 millions de personnes qui ont quitté le marché du travail par découragement. 54,2 % de la population active entre 15 et 24 ans est également au chômage.
Il est important de noter qu'en Afrique du Sud, les blancs ont un mode de vie et un niveau de vie similaire à celui de l'Occident. Les noirs ont un mode de vie et un niveau de vie similaire à celui d'autres pays africains. Les métis et les indiens constituent une couche intermédiaire. Un rapport gouvernemental paru en 2019 précise que le salaire mensuel moyen des noirs s'établissait à 6 899 rands, soit 422 euros, contre 24 646 rands, 1 506 euros, pour les blancs. Les noirs ont les niveaux d'accès les plus bas à l'Internet et à l'assurance maladie, selon l'étude. Le responsable des statistiques nationales indique également que « les Africains noirs sont généralement plus vulnérables sur le marché du travail et le chômage est élevé dans ce groupe de population », Il a par ailleurs souligné les disparités qui persistent entre les régions du pays : « Le Cap-Oriental, le KwaZulu-Natal et le Limpopo, avec une population rurale importante, comptent une plus grande proportion de ménages pauvres. »

## Structure économique
|      | 2004 | 2005  | 2006  | 2007  | 2008  | 2009    | 2010  |
| ---- | ---- | ----- | ----- | ----- | ----- | ------- | ----- |
| Taux | ~5 % | ~ 5 % | 5,3 % | 5,1 % | 3,1 % | - 1,8 % | 2,8 % |

L'Afrique du Sud est un pays émergent. Son économie est de plus en plus diversifiée, mais elle reste incapable d'assurer une réduction spectaculaire de la grande pauvreté. Cela explique pourquoi la recherche d'une forte croissance économique est prioritaire sur les autres progrès, dans la lutte contre la pollution par exemple. Cette croissance est forte mais reste fragile : 5,1 % en 2007, 3 % en 2008 (estimation gouvernementale de juillet 2008). Cependant, avec la crise économique l'Afrique du Sud est entrée en récession ce qui va à terme entrainer de graves problèmes économiques et sociaux.

### Caractéristiques structurelles
L'Afrique du Sud est un pays extrêmement riche en ressources de base marquées par l'abondance et la variété de ses minerais et par des exploitations agricoles modernes. 
L'Afrique du Sud est le premier pays extracteur d'or et de platine et l'un des premiers pour le diamant et l'argent. Le pays possède de larges gisements de vanadium, de chrome (65 % des réserves mondiales), de manganèse, de fluorine, de fer, d'uranium, de zinc, d'antimoine, de cuivre, de charbon, et de tungstène. 

### Secteur primaire

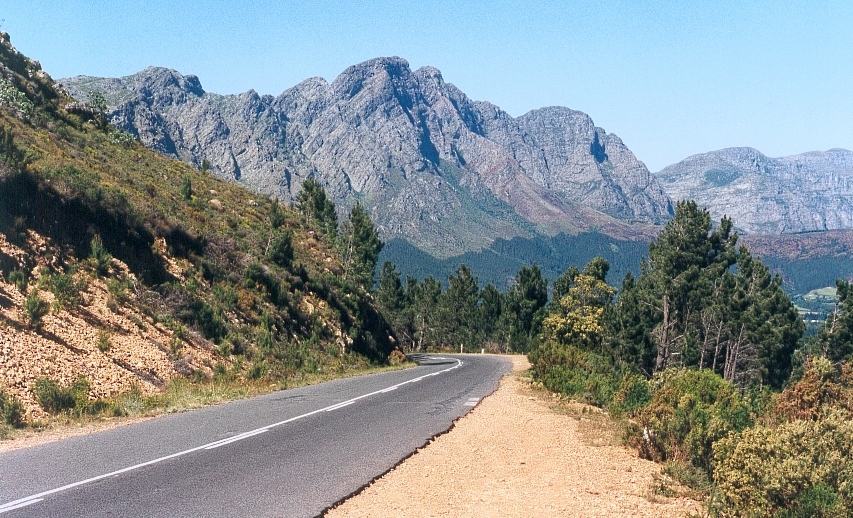
Col de la vallée viticole de Franschhoek.

#### Des ressources minières très riches
L'Afrique du Sud bénéficie d'un sous-sol particulièrement riche en ressources naturelles très demandées par l'industrie. Le secteur minier traverse une phase de crise, en particulier au niveau de la production trop irrégulière d'électricité, dont a pourtant tant besoin son vaste système minier.
- Le deuxième pays producteur d'or du monde (272 tonnes produites en 2007, soit 15 % du volume total) après la république populaire de Chine et en possèderait encore plus de 25 % des réserves mondiales.
  - Le groupe Gold Fields, constatant une baisse de plus de 16 % de sa production d'or sur l'année 2007, envisage une poursuite de cette baisse et la suppression de 7000 emplois.

- Le leader de la production minière de platine, métal précieux stratégique, avec 75 % de la production mondiale.

- Une des autres ressources notables est le diamant, dont l'Afrique du Sud est le 5ème producteur mondial. On y trouve aussi de l'uranium, du cuivre, du nickel et de la houille

#### Une agriculture d'importance variable selon les régions
La production agricole se répartit entre : le maïs, le blé, la canne à sucre, les fruits, les légumes, la viande, la volaille, le mouton, la laine, les produits laitiers, les huiles essentielles.

### Secteur tertiaire

#### Télécommunication
Les zones urbaines bénéficient d'infrastructures de télécommunication modernes et efficaces, particulièrement en ce qui concerne la téléphonie mobile et le réseau Internet. Quatre entreprises de téléphonie mobile existent sur le marché, et offrent leurs services a plus de 42 millions d'abonnés (2007), 82 % de la population était abonnés à la téléphonie mobile. 
Ces quatre entreprises sont Vodacom, MTN, Cell C et Virgin Mobile SA.

#### Énergie

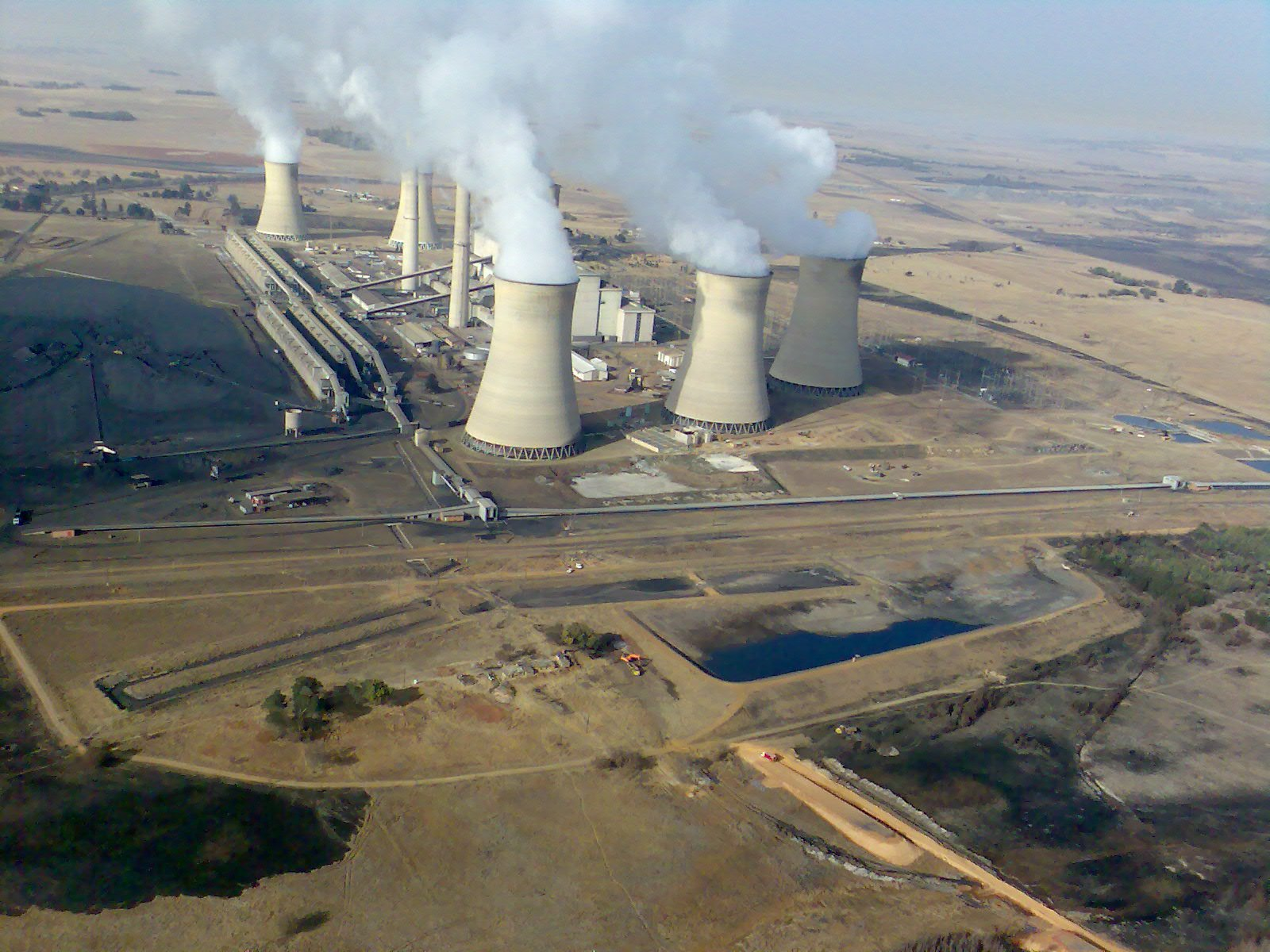
Une centrale thermique dans la province de Mpumalanga.

La production d'électricité était de 221,9 TWh en 2004. La consommation de 204,26 TWh.
L'Afrique du Sud a exporté 12,45 TWh en 2004, principalement vers le Botswana et a importé 8,03 TWh.
L'électricité locale dépend essentiellement de la production locale de houille, à 94 % en 2007.
Les centrales électriques ainsi que les routes et d'autres infrastructures fondamentales à la bonne marche de l'économie sud africaine (notamment les mines et les quartiers financiers) ont été ignorés par les différents gouvernements noirs (post-apartheid) d'Afrique du Sud. D'autre part le black empowerment a créé des situations ubuesques chez le principal fournisseur d'électricité du pays. Par exemple les entreprises chargées de transporter la houille jusqu'aux centrales ont changé au profit d'entreprises gérées par des noirs qui ont été incapables de gérer l'approvisionnement des centrales. Dans les centrales les hommes blancs n'ont aucune perspective d'évolution, des postes à responsabilité sont donc attribués à des noirs qui ne doivent leur emploi qu'à leur couleur de peau tandis que de nombreux techniciens blancs se reconvertissent ou émigrent hors d'Afrique.
En 2008, l'acquisition de deux centrales nucléaires était programmée.
En 2022, l'Afrique du Sud est confrontée a des problèmes persistants d’approvisionnement en électricité qui sont un obstacle à la croissance.

## Commerce extérieur et finance
- Exportations : or, diamants, d'autres métaux et minéraux, les machines et équipements. Le pays exporte beaucoup vers les États de la partie Sud du continent. Par exemple, c'est le cas de plus de 50 % des importations du Zimbabwe[36].

- Importations : machines, produits alimentaires et équipements, produits chimiques, produits pétroliers, des instruments scientifiques. Les importations en provenance de l'Union européenne se développent régulièrement, croissant de 11,8 milliards d'euros à 20,5 milliards d'euros[36].

- Dette : 71,4 % du PIB en 2022[5].

- Réserves de change : $ 17,618 milliards (novembre 2005)